# Martinsberg
Martinsberg ist eine Marktgemeinde mit 1050 Einwohnern (Stand 1. Jänner 2025) im Bezirk Zwettl in Niederösterreich.

## Geografie
Martinsberg liegt im südwestlichen Teil des Waldviertel am Ostende des Weinsberger Waldes. Die Fläche der Marktgemeinde umfasst 34 Quadratkilometer. Mehr als die Hälfte der Fläche werden landwirtschaftlich genutzt, 43 Prozent sind bewaldet.

### Gemeindegliederung
Das Gemeindegebiet umfasst folgende 17 Ortschaften (in Klammern Einwohnerzahl Stand 1. Jänner 2025):
- Edlesberg (42)
- Größenbach (23)
- Holzwiese (14)
- Hundsbach (9)
- Kleingerungs (35)
- Kleinpertholz (88)
- Loitzenreith (15)
- Martinsberg (473)
- Mitterndorf (49)
- Oed (70)
- Pitzeichen (17)
- Poggschlag (63)
- Reitzendorf (41)
- Thumling (48)
- Walpersdorf (21)
- Weixelberg (33)
- Wiehalm (9)

Die Gemeinde besteht aus den Katastralgemeinden Edlesberg, Kleingerungs, Kleinpertholz, Loitzenreith, Martinsberg, Mitterndorf, Oed, Reitzendorf, Thumling, Walpersdorf, Weixelberg und Wiehalm.
Zum Ort/zur Katastralgemeinde selbst werden die Rotte Holzwiese sowie die Einzellage/Säge Wiesmühle gezählt.

### Nachbargemeinden
|            | Bad Traunstein                              | Ottenschlag |
| Gutenbrunn | Kompassrose, die auf Nachbargemeinden zeigt | Kirchschlag |
|            | Pöggstall                                   |             |

## Geschichte
Die Gemeinde wurde 1135 zum ersten Mal schriftlich im Zuge der Schenkung des Gebiets von Gräfin Adelheid von Wildberg an das Stift Kremsmünster als Prumste erwähnt, die dem Heiligen Martin geweihte Kirche wurde 1140 durch den Passauer Bischof Reginbert geweiht und zur Pfarrkirche erhoben. Der Ort erhielt 1299 das Marktrecht und hatte zur gleichen Zeit auch einen Schulmeister namens Magister Leo. 1503 wurde der Markt und die umliegenden Dörfer an die Herrschaft Pöggstall verkauft, während der Reformationszeit war der Ort stark protestantisch geprägt und wurde erst 1784 wieder eine eigene Pfarre. 1906 wird der Ort an das Eisenbahnnetz angeschlossen, der Eisenbahnverkehr aber 1986 wieder eingestellt.
Im Zuge der NÖ. Kommunalstrukturverbesserung wurden am 1. Jänner 1967 die Gemeinden Oed und Weixelberg eingegliedert. Die Gemeinde Ulrichschlag wurde am 1. Jänner 1970 eingemeindet, wechselte später jedoch zur Gemeinde Gutenbrunn.

### Einwohnerentwicklung
| Martinsberg: Einwohnerzahlen von 1869 bis 2025      | Martinsberg: Einwohnerzahlen von 1869 bis 2025 | Martinsberg: Einwohnerzahlen von 1869 bis 2025 | Martinsberg: Einwohnerzahlen von 1869 bis 2025 | Martinsberg: Einwohnerzahlen von 1869 bis 2025 |
| --------------------------------------------------- | ---------------------------------------------- | ---------------------------------------------- | ---------------------------------------------- | ---------------------------------------------- |
| Jahr                                                |                                                |                                                |                                                | Einwohner                                      |
| 1869                                                | 1869                                           |                                                | 1.492                                          | 1.492                                          |
| 1880                                                | 1880                                           |                                                | 1.567                                          | 1.567                                          |
| 1890                                                | 1890                                           |                                                | 1.530                                          | 1.530                                          |
| 1900                                                | 1900                                           |                                                | 1.451                                          | 1.451                                          |
| 1910                                                | 1910                                           |                                                | 1.380                                          | 1.380                                          |
| 1923                                                | 1923                                           |                                                | 1.496                                          | 1.496                                          |
| 1934                                                | 1934                                           |                                                | 1.450                                          | 1.450                                          |
| 1939                                                | 1939                                           |                                                | 1.388                                          | 1.388                                          |
| 1951                                                | 1951                                           |                                                | 1.373                                          | 1.373                                          |
| 1961                                                | 1961                                           |                                                | 1.414                                          | 1.414                                          |
| 1971                                                | 1971                                           |                                                | 1.419                                          | 1.419                                          |
| 1981                                                | 1981                                           |                                                | 1.317                                          | 1.317                                          |
| 1991                                                | 1991                                           |                                                | 1.242                                          | 1.242                                          |
| 2001                                                | 2001                                           |                                                | 1.221                                          | 1.221                                          |
| 2011                                                | 2011                                           |                                                | 1.153                                          | 1.153                                          |
| 2021                                                | 2021                                           |                                                | 1.092                                          | 1.092                                          |
| 2025                                                | 2025                                           |                                                | 1.050                                          | 1.050                                          |
| Quelle(n): Statistik Austria, Gebietsstand 1.1.2021 |                                                |                                                |                                                |                                                |

## Kultur und Sehenswürdigkeiten

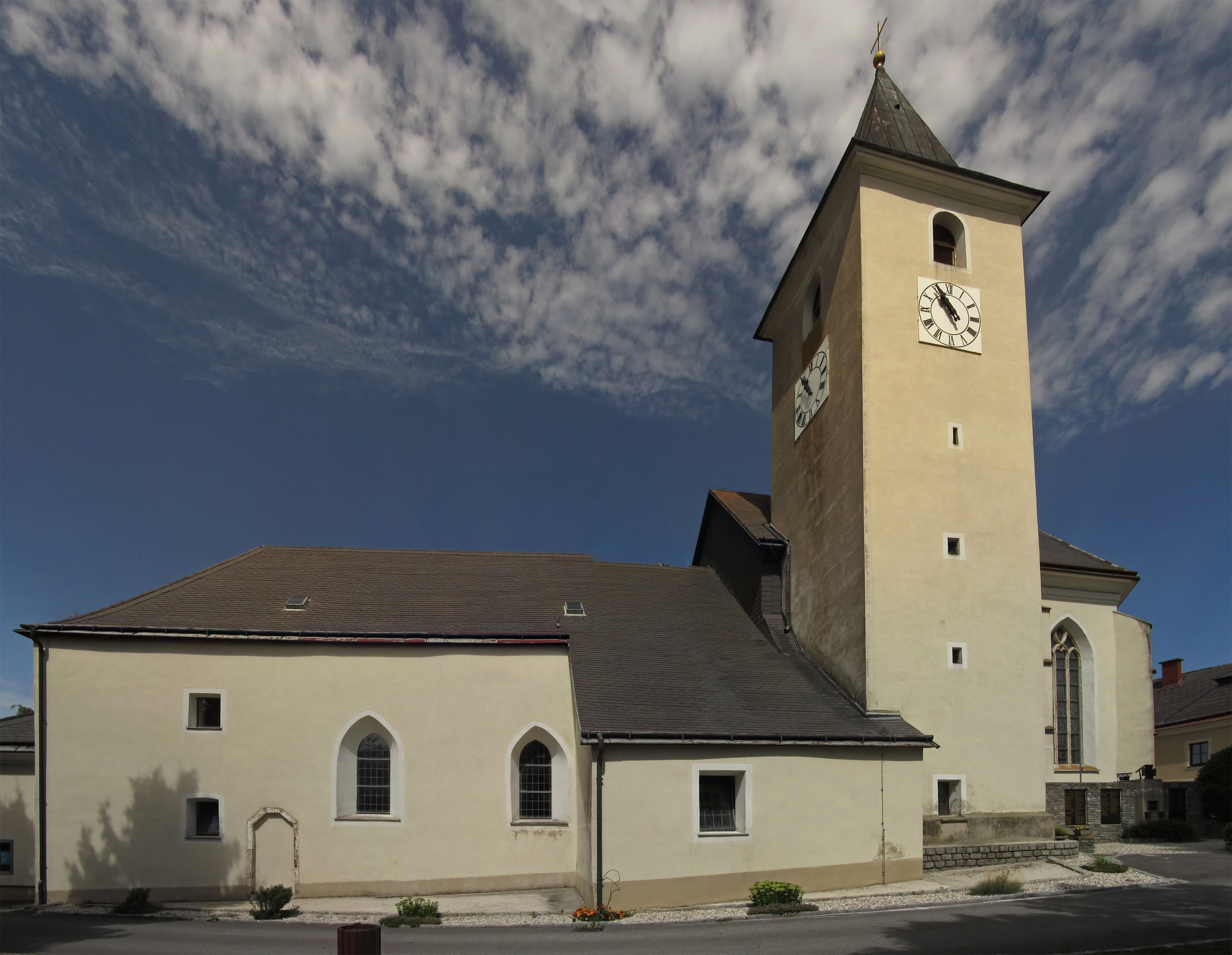
Pfarrkirche Martinsberg

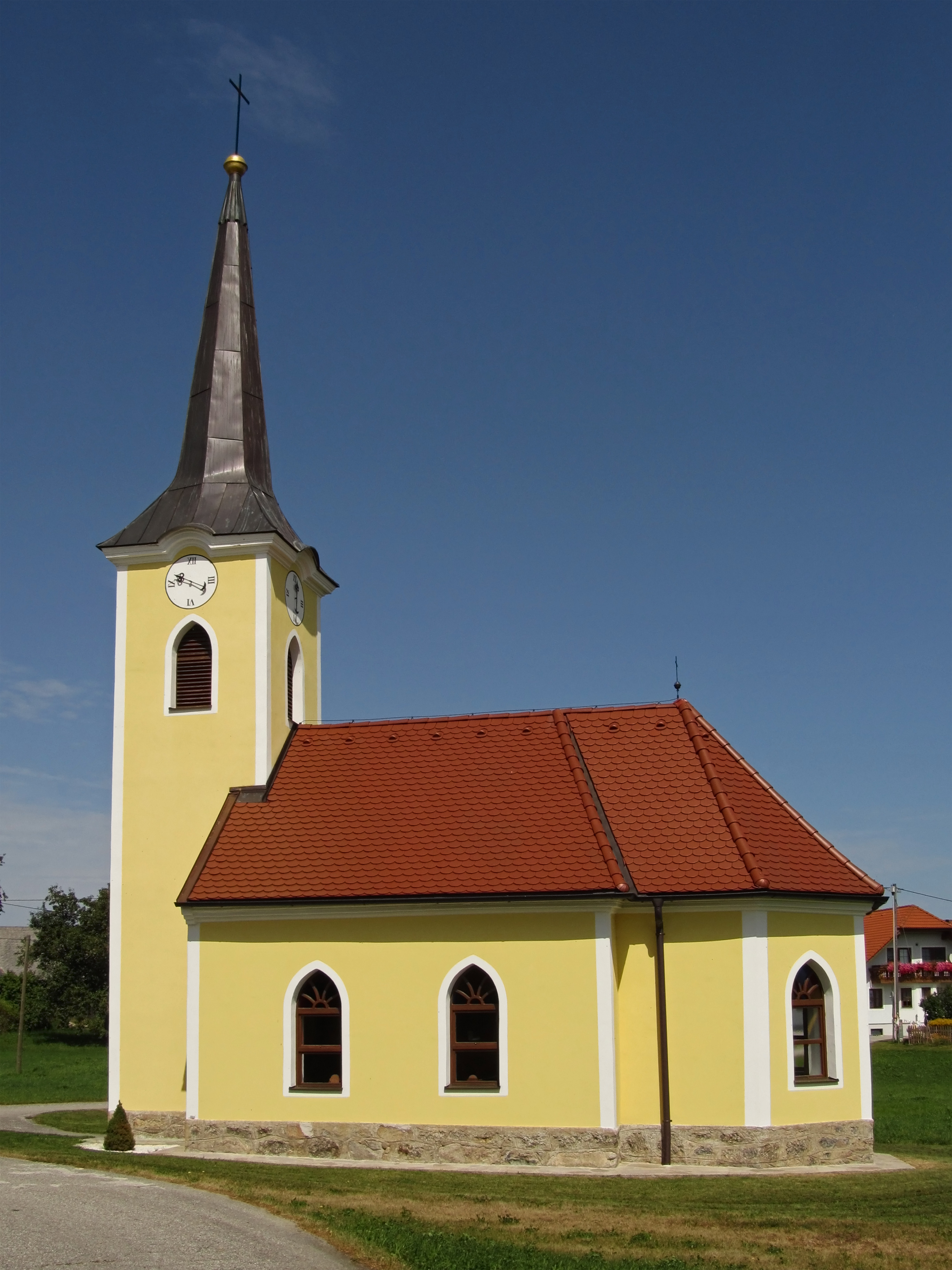
Ortskapelle Kleingerungs

- Katholische Pfarrkirche Martinsberg hl. Martin
- Pranger Martinsberg
- Ortskapelle Kleingerungs hl. Anna
- Meteorstation Martinsberg des Österreichischen Astrovereins bei Oed
- Sternwarte Orion
- Edlesbergersee: Westlich von Martinsberg im Gemeindeteil Edlesberg befindet sich der Edlesbergersee (seltener auch Edlesbergerteich genannt). Dieser stellt ein Naherholungsgebiet und Fischreservat dar. Zusammen mit dem Hanslteich, dem Kampleitenteich und Reitzendorferteich wurde der 13,67 Hektar große Teich unter Anton Freiherr von Seldern Mitte des 18. Jahrhunderts angelegt, um als Wasserspeicher für die Holzschwemme im Weitenbach zu fungieren.

## Wirtschaft und Infrastruktur

### Wirtschaftssektoren
Von den landwirtschaftlichen Betrieben des Jahres 2010 wurden sechzig im Haupt- und vierzig im Nebenerwerb geführt. Im Produktionssektor waren fast drei Viertel der Beschäftigten im Baugewerbe tätig. Die größten Arbeitgeber im Dienstleistungssektor waren der Handel mit 56 Erwerbstätigen und die sozialen und öffentlichen Dienste mit 41 Erwerbstätigen (Stand 2011).
| Wirtschaftssektor            | Anzahl Betriebe | Anzahl Betriebe | Erwerbstätige | Erwerbstätige |
| Wirtschaftssektor            | 2011            | 2001            | 2011          | 2001          |
| ---------------------------- | --------------- | --------------- | ------------- | ------------- |
| Land- und Forstwirtschaft 1) | 106             | 132             | 114           | 115           |
| Produktion                   | 16              | 12              | 144           | 166           |
| Dienstleistung               | 39              | 33              | 128           | 124           |

1) Betriebe mit Fläche in den Jahren 2010 und 1999

### Verkehr

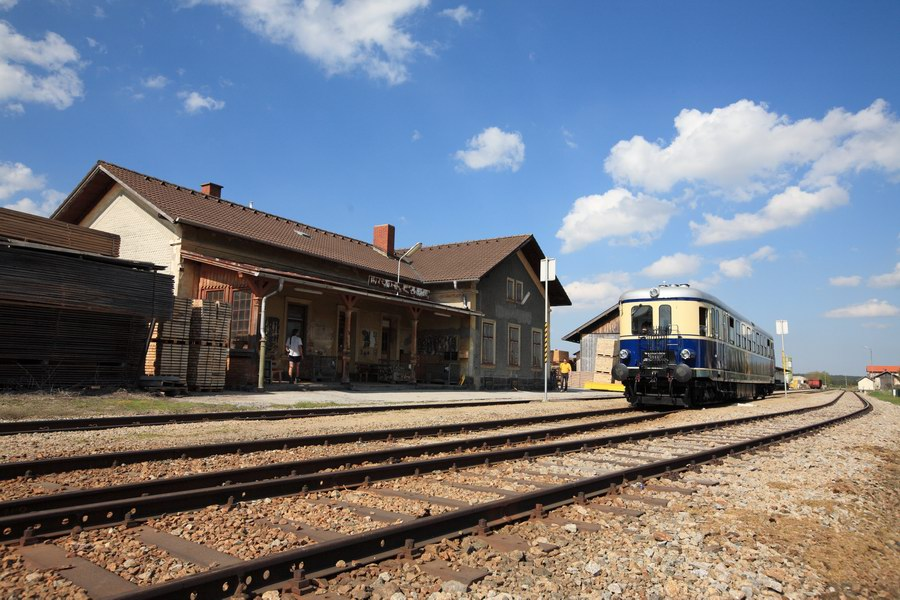
Bhf. Martinsberg-Gutenbrunn mit Dieseltriebwagen ÖBB 5042.14

- Bahn: Der Ort bildete den Endpunkt der Lokalbahn Schwarzenau–Zwettl–Martinsberg, welche bis 1986 auch den Personenverkehr bediente. Danach wurde sie nur mehr für Gütertransporte (insbes. Holz, Abfallentsorgung sowie Heizöl) genutzt, 2014 wurden die Gleise endgültig abgetragen.
- Industriebahn: Zwischen 1922 und 1933 existierte die Industriebahn Gutenbrunn–Martinsberg, diese führte vom Bahnhof Martinsberg zur Säge in Gutenbrunn.
- Straße: Durch den Osten des Gemeindegebietes verläuft die Zwettler Straße B36, die von Ybbs nach Dobersberg führt.

### Öffentliche Einrichtungen
In der Gemeinde gibt es einen Kindergarten, eine Volksschule, eine Mittelschule und eine Musikschule.

## Politik

### Gemeinderat
Der Gemeinderat hat 19 Mitglieder.
- Mit den Gemeinderatswahlen in Niederösterreich 1990 hatte der Gemeinderat folgende Verteilung: 13 ÖVP und 6 SPÖ.
- Mit den Gemeinderatswahlen in Niederösterreich 1995 hatte der Gemeinderat folgende Verteilung: 11 ÖVP, 5 Unabhängige Wahlgemeinschaft – Liste Franz Ledermüller und 3 SPÖ.[13]
- Mit den Gemeinderatswahlen in Niederösterreich 2000 hatte der Gemeinderat folgende Verteilung: 11 ÖVP, 5 Unabhängige Wahlgemeinschaft – Liste Franz Ledermüller und 3 SPÖ.[14]
- Mit den Gemeinderatswahlen in Niederösterreich 2005 hatte der Gemeinderat folgende Verteilung: 11 ÖVP, 5 SPÖ und 3 Unabhängige Wahlgemeinschaft – Liste Gernot Mader.[15]
- Mit den Gemeinderatswahlen in Niederösterreich 2010 hatte der Gemeinderat folgende Verteilung: 12 ÖVP, 4 SPÖ und 3 Unabhängige Wahlgemeinschaft – Liste Gernot Mader.[16]
- Mit den Gemeinderatswahlen in Niederösterreich 2015 hatte der Gemeinderat folgende Verteilung: 14 ÖVP und 5 SPÖ.[17]
- Mit den Gemeinderatswahlen in Niederösterreich 2020 hatte der Gemeinderat folgende Verteilung: 16 ÖVP und 3 SPÖ.[18]
- Mit den Gemeinderatswahlen in Niederösterreich 2025 hat der Gemeinderat folgende Verteilung: 16 ÖVP und 3 SPÖ.[19]

### Bürgermeister
- bis 2010 Johann Höllrigl (ÖVP)
- seit 2010 Friedrich Fürst (ÖVP)[20]

## Persönlichkeiten

### Ehrenbürger der Gemeinde
- 2015: Josef Rehberger[21]